# مرقد جعفر (دامغان)
مرقد جعفر (بالفارسية: امامزاده جعفر) هو مرقد شيعي تاريخي يعود إلى الدولة السلجوقية، ويقع في مقاطعة دامغان.